# Ginny Weasley
Ginevra Molly Weasley, chiamata semplicemente Ginny Weasley, è un personaggio della serie letteraria Harry Potter di J. K. Rowling.
Ginny è la sorella minore di Ron Weasley e l'ultimogenita della famiglia Weasley. Da sempre innamorata di Harry Potter riesce a fidanzarsi con lui nel sesto libro e a sposarlo dopo gli eventi del settimo. Personaggio marginale nei primi libri della saga, eccetto il secondo, a partire dal quinto inizia ad apparire in ruoli sempre più di primo piano.
Negli adattamenti cinematografici il personaggio di Ginny è interpretato dall'attrice inglese Bonnie Wright; in italiano è doppiata da Erica Necci.

## Biografia del personaggio
Ginny è l'ultima e l'unica femmina dei sette figli della famiglia Weasley, sorella minore di Ron. Accompagnando i suoi fratelli a prendere l'Espresso per Hogwarts incontra Harry Potter, prendendo subito una cotta per lui. L'anno successivo, durante gli acquisti del materiale per il suo primo anno ad Hogwarts, Lucius Malfoy nasconde il diario di Tom Riddle tra i suoi libri, nella speranza di mettere nei guai il padre Arthur Weasley. Ginny, ritenendo l'oggetto innocuo, inizia ad adoperarlo come diario personale, scrivendo in esso i suoi pensieri; il diario, in realtà un Horcrux di Lord Voldemort, inizia a risponderle diventando per lei una sorta di confidente. Ad Hogwarts viene smistata in Grifondoro; a questo punto il frammento di anima di Riddle presente nel diario inizia a possederla, facendole riaprire la camera dei segreti e controllare il basilisco che vi è rinchiuso per aizzarlo contro i nati babbani; infine, rinchiude la stessa Ginny nella camera, intenzionato a sfruttarla per riottenere un corpo fisico, ma la ragazzina viene salvata da Harry, che distrugge anche il diario.
Nel corso degli anni stringe amicizia con Luna Lovegood. Dopo il ritorno di Voldemort, quando Dolores Umbridge si rifiuta di insegnare incantesimi difensivi durante le lezioni di Difesa contro le Arti Oscure Harry, Ron e Hermione Granger decidono di istituire un gruppo segreto di esercitazione chiamato Esercito di Silente, cui Ginny si unisce; inoltre, entra nella squadra di Quidditch di Grifondoro dopo che Harry viene squalificato dal suo ruolo di cercatore dalla Umbridge. Al termine dell'anno segue i suoi amici al Ministero della Magia, dove affronta alcuni Mangiamorte. Nel mentre si fidanza prima con Michael Corner e in seguito con Dean Thomas, nella speranza di farsi notare da Harry: i suoi tentativi vanno a buon fine quando, l'anno seguente, anche Harry si innamora di lei, quindi i due si mettono stabilmente insieme. Harry è però costretto a lasciarla quando, dopo la morte di Albus Silente, decide di andare alla ricerca dei rimanenti Horcrux di Voldemort. Ad Hogwarts, si oppone assieme ad altri studenti al regime dei fratelli Carrow e, durante la battaglia di Hogwarts, affronta assieme a Hermione e Luna Bellatrix Lestrange. Diciannove anni dopo la caduta di Voldemort è sposata con Harry, con il quale ha avuto tre figli di nome James Sirius, Albus Severus e Lily Luna, e, dopo aver intrapreso per qualche tempo una carriera da giocatrice professionista di Quidditch, diventa una cronista sportiva per la Gazzetta del Profeta.

## Descrizione

### Aspetto fisico
Ginny è descritta come una ragazza minuta e attraente, con il viso coperto di lentiggini, luminosi occhi castani e lunghi capelli rosso fuoco.

### Carattere e personalità
Ginny è presentata come una ragazzina allegra, vivace e chiacchierona; sin dalla sua prima apparizione mostra di avere una cotta per Harry tale da impedirle di parlare in sua presenza, cosa che il fratello Ron giudica "strana". Essendo l'ultimogenita ha il timore di non essere all'altezza dei fratelli, come essa stessa rivela al diario di Riddle. Dopo l'esperienza traumatica della possessione da parte di Voldemort riesce a ritornare la ragazzina spensierata di sempre ed anzi sviluppa una personalità più forte e sicura di sé, giungendo anche a rimproverare Harry per aver evitato i suoi amici quando riteneva di essere posseduto da Voldemort. Si rivela poi particolarmente abile nella magia e un'ottima giocatrice di Quidditch, uscendo mano a mano dall'ombra dei fratelli.
Ginny si è spesso mostrata come una donna forte e sicura di sé, che non sopporta di essere costantemente protetta e che siano gli altri a dirle quello che deve fare.
La Rowling ha detto che è una ragazza molto popolare, come Lily, e che ha fegato; inoltre ha anche dichiarato che secondo lei è la persona adatta per Harry, perché sotto certi aspetti lui è un uomo vissuto e lei gli sa stare accanto.

## Altri media
Nell'opera teatrale Harry Potter e la maledizione dell'erede, ambientata 19 anni dopo gli eventi raccontati ne I Doni della Morte, Ginny è stata interpretata dall'attrice britannica Poppy Miller: nell'opera contribuisce nel salvare Albus Severus Potter e Scorpius Malfoy da Delphini Riddle.

### Adattamenti cinematografici
L'attrice britannica Bonnie Wright ha interpretato Ginny Weasley in tutti gli otto film della serie e ha prestato la voce al personaggio nelle versioni in inglese dei videogiochi Harry Potter e l'Ordine della Fenice, Harry Potter e il principe mezzosangue e Harry Potter e i Doni della Morte - Parte 1. In una intervista al Daily Telegraph la Wright ha raccontato di avere ottenuto il ruolo di Ginny grazie a suo fratello, il quale dopo aver letto i libri le disse che le ricordava il personaggio, raccomandandole di partecipare alle audizioni per il ruolo.

## Accoglienza
Il personaggio di Ginny ha diviso i fan: se da una parte è considerata una ragazza forte, matura e autonoma, dall'altra è vista come la classica "principessa delle favole", bisognosa di essere salvata dagli altri, siano essi rappresentati dai fratelli, dalla madre Molly o dal fidanzato Harry.
Ginny è rappresentata in uno dei 15 francobolli della serie che nell'ottobre 2018 le poste britanniche hanno dedicato alla saga di Harry Potter.